# Eroico (Filostrato)
Eroico è il titolo di un dialogo di Flavio Filostrato ambientato a Eleunte, una città della punta sud del Chersoneso tracico, la penisola che costeggia la parte europea dell'Ellesponto.

## Struttura
Ci sono solo due partecipanti al dialogo: un uomo che si occupa della vigna e dei giardini intorno alla tomba dell'eroe Protesilao e un mercante fenicio, la cui nave attende venti favorevoli. Dopo lo scambio di convenevoli introduttivi (il fenicio sembra sondare il vignaiolo come potenziale contatto commerciale), il commerciante è sorpreso di apprendere che il vignaiolo è un intimo di Protesilao, il primo guerriero greco a morire nella guerra di Troia.
Protesilao non solo aiuta il vignaiolo nel giardinaggio, ma discute sulla guerra di Troia e le poesie di Omero, mentre inculca nel vignaiolo un approccio filosofico alla vita.  Colta l'occasione per discutere degli eroi, il fenicio realizza il significato di un sogno che aveva avuto quando era arrivato a Eleunte, in cui sognava di leggere il cosiddetto "catalogo delle navi", sicché ora deve parlare degli eroi per ottenere venti favorevoli. Sebbene apparentemente creda in segni, sogni e altri tipi di fenomeni soprannaturali, il fenicio esprime scetticismo sulla reale esistenza degli eroi fino a quando il vignaiolo non offre come "prove" della loro esistenza la scoperta di scheletri giganti in tutto il mondo greco, ma soprattutto vicino a Troia, che si trova in vista della tomba di Protesilao, proprio di fronte all'Ellesponto.
Il resto del dialogo è dedicato a una discussione sugli eroi, ma non semplicemente come una rivisitazione di Omero.
Superati i primi dubbi del fenicio sull'esistenza degli eroi, il vignaiolo si prolunga in una descrizione di Protesilao, parlando del suo aspetto, il carattere e lo stile di vita, oltre ai riti del suo santuario, le sue dichiarazioni oracolari ad atleti e la sua vendetta sugli adulteri.
La sezione centrale del dialogo, il catalogo degli achei e gli eroi di Troia, riportano il punto di vista di Protesilao sull'aspetto fisico degli eroi, il loro coraggio in guerra e la loro intelligenza nei discorsi e nelle azioni e se i poeti abbiano effettivamente riportato le storie su di loro nel modo giusto. Il vignaiolo discute alcuni eroi individualmente e alcuni in gruppi allo scopo di contrasto o confronto, assegnando lode e colpa dove dovuto, correggendo Omero. A volte le critiche sono minime, a volte più significative: forse, in questo senso, la critica più importante di Omero dal punto di vista del dialogo è la lode che Protesilao esprime su di Palamede rispetto al suo rivale Odisseo.
L'ultima sezione del dialogo è dedicata all'eroe Achille. Dopo alcune storie cruente di vendetta dello spirito del Pelide sui discendenti di Priamo, il dialogo si interrompe bruscamente, con una promessa di ulteriori storie il giorno successivo, se i venti sono ancora sfavorevoli, e un'ammonizione a versare una libagione a Protesilao se il fenicio dovesse salpare.

## Analisi
La somiglianza dell'impostazione del dialogo ad altre opere sofistiche del periodo, in particolare riprendendo la passione della Seconda Sofistica per l'ambientazione e ai modi dialogici di Platone, risulta evidente anche a una prima lettura. Inoltre, molta attenzione è data all'aspetto fisico degli eroi; ci sono elaborate descrizioni di personaggi e scene fantasticamente dipinte; e discorsi elaborati sono posti sulla bocca degli eroi. Tutti questi caratteri rivelano un'educazione sofisticata e notevole brio letterario.
Eppure lo sforzo retorico più caratteristico è la correzione di Omeroː Filostrato, infatti, non si limita a seguire sempre la tradizione omerica nel trattare gli eroi della Guerra di Troia e, seguendo un topos consolidato, costruisce il dialogo intorno a un nuovo e più affidabile informatore
sugli eroi. In verità la moda retorica è evidente sul richiamo a problemi logici e cronologici all'interno del testo di Omero, nel fatto che vengono offerte spiegazioni razionali al posto del fantastico e che venga discussa, ma non risolta, la tradizionale questione del luogo di nascita di Omero.
Molti di questi "supplementi" a Omero hanno una base nella tradizione letterariaː ad esempio, Stesicoro ed Erodoto riportavano entrambi che Elena non era mai andata a Troia. Altri sembrano derivare da tradizioni localiː ad esempio, l'affermazione che Filottete venne curato a Lemno e non a Troia può essere una tradizione locale che Filostrato apprese durante la sua giovinezza nell'isola.